# Dicaelus crenatus
Dicaelus crenatus är en skalbaggsart som beskrevs av Leconte. Dicaelus crenatus ingår i släktet Dicaelus och familjen jordlöpare. Inga underarter finns listade i Catalogue of Life.